# 利涅伊內島
利涅伊內島是俄羅斯的島嶼，屬於北地群島的一部分，位於共青團員島西南的喀拉海，由克拉斯諾亞爾斯克邊疆區負責管轄，長2公里、寬0.3公里，島上無人居住。